# Adele Garsò-Galster
Adele Garsò-Galster, (geboren 23. Mai 1840 in Berlin als Adele Friedrike Caroline Ulrike Galster; gestorben 11. September 1863 in Kassel) war eine deutsche Theaterschauspielerin.

## Leben
Galster war eine Tochter des Schauspielers Carl Galster und wurde von ihm zum Bühnenberuf bestimmt. Auch Wilhelmine Schröder-Devrient riet ihr zum Theaterberuf. In einer kleinen Hosenrolle erschien sie im Lustspiel „Lady Ellen“ zum ersten Mal vor Publikum. Am Hamburger Stadttheater entwickelte sie sich unter Jean Baptist Baison weiter, wo sie in lauter Kinderrollen im Sommernachtstraum, Graf Waldemar und Verschwender debütierte. Geradezu Aufmerksamkeit erregte sie in Berlin als „Marie“ in Die Bettlerin, eine der schwierigsten Kinderrollen, die je geschrieben wurden. In Kinderkomödien von Karl August Görner elektrisierte sie förmlich das Berliner Publikum. Sie wurde wie eine Große beschäftigt und an ihrem 15. Geburtstag hatte sie bereits 500 Mal die Bühne betreten.
Für Kinderrollen damit zu alt, aber noch zu jung für jugendliche Liebhaberinnen, nahm sie Unterricht bei Adele Peroni-Glasbrenner. Ihr erstes selbstständiges Engagement erhielt sie in Hamburg 1856. Nach zwei Jahren ging sie nach Breslau und dann nach Darmstadt, wo sie den Hofopernsänger Siga Garsò kennenlernte und 1860 heiratete. Anschließend ging sie nach Kassel.
Sie starb 1863 im Alter von 23 Jahren an einer Unterleibsentzündung.
Ihre Geschwister waren die Schauspieler Georgine Galster, Cäsar Galster und Carl Galster.